# TetraVex

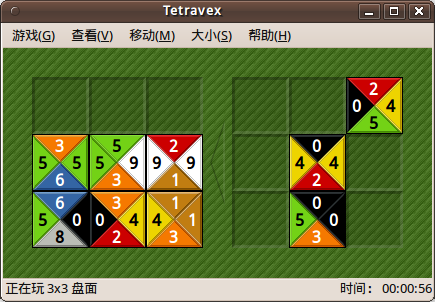
在Ubuntu下运行Tetravex，3x3

TetraVex是一个益智游戏，最初出现在Windows Entertainment Pack 3中出现，后来出现多个类似作品。

## 玩法
TetraVex边缘对齐的益智游戏。将部件放置成相同数互相碰到的形式。游戏是定时的，分数记在系统裡。基本：3x3的网格之外有九个方形滑块，每一侧都有一个数字，目的是把所有滑块以最快速度都放到网格上。两个滑块连接部分数字必须相同。支持从2x2到6x6的范围。

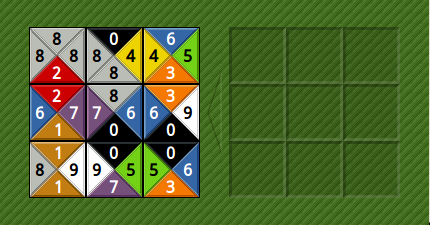
完成一盘游戏时的状态

## 起源
TetraVex起源于Windows Entertainment Pack 3，由Scott Ferguson首创，Scott是第一个版本Visual Basic（页面存档备份，存于）的编写者。取材于高德纳的计算机程序设计艺术第一卷382页的“the problem of tiling the plane”。